# Батумская демонстрация (1902)
Батумская демонстрация — события в начале 1902 года в Батуми (Грузия). Январская забастовка, организованная Сталиным на заводе Манташёва повлекла за собой увольнения рабочих, последующие протесты и расстрел демонстрации.

## История
В январе 1902 года большевик Сталин (Иосиф Джугашвили) организовал на заводе Манташёва в Батуми забастовку, которая продолжалась в течение месяца и завершившаяся победой рабочих. В конце февраля 1902 года в связи с увольнением 389 рабочих, заподозренных полицией в участии в революционном движении, вспыхнула стачка на заводах Ротшильда. В ответ на аресты рабочих, 8 марта 1902 года состоялась организованная и возглавленная Сталиным манифестация рабочих, требовавших освобождение арестованных. Когда полиция арестовала ещё 300 рабочих, Батумский комитет РСДРП организовал политическую демонстрацию, в которой приняло участие 6 тысяч рабочих. Эта демонстрация была расстреляна войсками; 500 её участников были арестованы и высланы из Батуми, также вскоре был арестован и сам Сталин.